# Platygobiopsis akihito
Platygobiopsis akihito es una especie de peces de la familia de los Gobiidae en el orden de los Perciformes.

## Morfología
Los machos pueden llegar a alcanzar los 9,6 cm de longitud total.

## Hábitat
Es un pez de Mar y, de clima tropical y demersal que vive entre 15-17 m de profundidad.

## Distribución geográfica
Se encuentra en el Pacífico occidental:  Flores (Indonesia ).

## Observaciones
Es inofensivo para los humanos. 